# 蝀龍窟站
蝀龍窟站（朝鲜语：동룡굴역；）曾为朝鲜铁路龙岩线上的一个车站，位于平安北道球场郡，已于1944年废止。

## 历史
- 1934年4月1日：开始使用。
- 1944年6月15日：停用本站[1]。